# NGC 1533
NGC 1533 is een lensvormig sterrenstelsel in het sterrenbeeld Goudvis. Het hemelobject werd op 5 december 1834 ontdekt door de Britse astronoom John Herschel.

## Synoniemen
- PGC 14582
- ESO 157-3
- AM 0408-561
- IRAS04088-5614